# Монино
Мо́нино — посёлок городского типа в городском округе Щёлково Московской области России. Население — 20 485 чел. (2024).

## География
Расположен в 23 км к востоку от Москвы по Горьковскому шоссе.

## История
Монино образовано по названию местности Мунинская пустошь (межевая ведомость от 23 августа 1792 года). По другой версии, история населённого пункта прослеживается от небольшого хутора, владельцем которого был некто Монин.
По материалам Всесоюзной переписи населения 1926 года — разъезд Монино Осеевского сельсовета Щёлковской волости Московского уезда в 4,5 км от Владимирского шоссе и рядом со станцией Монино Северной железной дороги, проживало 28 жителей (22 мужчины, 6 женщин) в 3 хозяйствах, при нем имелась шерстоткацкая фабрика.
В 1926 году здесь стал строиться аэродром для тяжёлых самолётов, стала обустраиваться первая тяжелобомбардировочная бригада. Дальнейшая история посёлка неразрывно связана с авиацией. Статус посёлка городского типа с 1946 года.
1939 году в дом отдыха «Монино» были привезены 38 испанцев из 180 курсантов-пилотов, что прибыли в Советский Союз из Испании для обучения и по причине поражения республиканцев в Гражданской войне в Испании остались на территории СССР. В 1940 году 8 из них были репрессированы и в общей сложности провели 8 лет в советских трудовых лагерях. Остальные курсанты адаптировались к жизни в Советском Союзе, их обеспечили работой и жильем.
До 1965 года Монино входило в состав Ногинского района. До 9 января 2019 года было центром городского поселения Монино в составе Щёлковского района.
В 2025 году рабочий посёлок преобразован в посёлок городского типа.

## Символика
Герб посёлка утвержден 27 марта 1986 года решением № 49/5 исполкома Монинского поселкового совета народных депутатов Щелковского района. В 1992 г. в композицию герба были добавлены внешние обрамления — венок и корона.

## Население
| 1959    | 1970    | 1979    | 1989    | 2002    | 2006    | 2009    | 2010    |
| ------- | ------- | ------- | ------- | ------- | ------- | ------- | ------- |
| 10 787  | ↗15 773 | ↗18 416 | ↗18 582 | ↗20 017 | ↘19 700 | ↘18 661 | ↗22 821 |
| 2012    | 2013    | 2014    | 2015    | 2016    | 2017    | 2018    | 2019    |
| ↘22 462 | ↘21 452 | ↘21 184 | ↘21 023 | ↘21 003 | ↘20 862 | ↗20 909 | ↘20 632 |
| 2020    | 2021    | 2023    | 2024    |         |         |         |         |
| ↘20 532 | ↘20 313 | ↘20 281 | ↗20 485 |         |         |         |         |

## Инфраструктура
Монино состоит из двух частей: военного городка (распоряжением Правительства РФ от 17 марта 2010 года № 349-р исключён из списка закрытых военных городков, де-факто открыт 12 мая 2011 года, пропускная система отменена), где находилась Военно-воздушная академия им. Гагарина, и рабочего городка (открытая территория) с железнодорожной станцией.

## Образование
В Монине располагалась Военно-воздушная академия имени Ю. А. Гагарина (до 1 августа 2012 года). В настоящее время на её месте находится Московская областная общеобразовательная школа-интернат с первоначальной летной подготовкой имени трижды Героя Советского Союза А. И. Покрышкина, а также муниципальные автономные общеобразовательные учреждения «Средние общеобразовательные школы» (МАОУ СОШ) № 1 им. Ф. Я. Фалалеева, № 2 им. С. И. Руденко и № 3 им. С. А. Красовского. В феврале 2020 года в связи с вхождением поселка в городской округ Щелково номера общеобразовательных школ были изменены на № 22, 23 и 24. А школа-интернат с первоначальной летной подготовкой в 2021 году переведена во Фрязино. Также в Монине функционирует детская музыкальная школа.

## Достопримечательности
На территории гарнизона расположен Центральный музей Военно-воздушных сил РФ и аэродром, на котором периодически проводились авиационные шоу. Помимо этого, к числу достопримечательностей посёлка относятся музей военной продовольственной службы, а также храм Святого Георгия Победоносца и храм Святого благоверного князя Александра Невского.
Монументы, памятники, бюсты:
- Славы военным летчикам;
- Слава покорителям космоса! (другое название: «В космос»);
- Павшим воинам;
- С. А. Красовскому;
- П. И. Баранову;
- Я. И. Алкснису;
- Ф. Я. Фалалееву;
- К. В. Маслову — первому начальнику Монинского гарнизона;
- Ю. А. Гагарину.

На мемориальном кладбище посёлка Монино похоронены:
- Дважды Герой Советского Союза Смушкевич, Яков Владимирович.
- Герои Советского Союза: Дольников Григорий Устинович, Васютин, Владимир Владимирович; Долгарёв, Павел Михайлович; Дольников, Григорий Устинович; Дубенок, Геннадий Сергеевич; Дудаков, Александр Васильевич; Гапеёнок, Николай Иванович, Гелета, Василий Архипович; Гирич, Андрей Иванович; Гунбин, Николай Александрович, Елдышев, Анатолий Петрович, Елецких, Гавриил Никифорович; Иванов, Виктор Алексеевич; Ковачевич, Аркадий Фёдорович; Кононёнко, Василий Иванович; Кривонос, Алексей Леонтьевич, Крупин, Андрей Петрович; Кувшинов, Леонид Михайлович; Кумсков, Виктор Александрович; Новиков, Борис Алексеевич; Мирович, Анатолий Иванович; Платонов, Николай Евгеньевич; Плохов Алексей Александрович; Проскуров, Иван Иосифович; Сидоренков, Василий Кузьмич; Слюсарев, Сидор Васильевич; Тищенко, Александр Трофимович; Фомин, Николай Иванович; Хохлачёв, Василий Фёдорович; Чернецов, Григорий Устинович, Юферов, Николай Петрович.

## Связь
В посёлке оказывают услуги доступа в интернет интернет-провайдеры «Инфолинк» и «Билайн»

## Транспорт
В посёлке имеется железнодорожная станция Монино на соединительной ветке Мытищи — Фрязево ярославского направления.
Существует автобусное сообщение с городами: Москвой (362, 587), Ногинском (34, 41), Щёлковым (26), Старой Купавной (33), Лосино-Петровским (26, 30, 32, 38). Внутригородских маршрутов нет.
По территории военного городка проходит железнодорожная ветка, которая соединена с железнодорожной линией Мытищи — Фрязево. В советское время по ней осуществлялось снабжение многочисленных военных объектов. В настоящее время ветка полностью заброшена. Весной 2016 года в ходе ремонта теплотрассы в районе улицы Маслова часть железнодорожной ветки демонтирована, а там, где она проходила, проложили под землёй трубы горячего водоснабжения, в июне 2021 года ветка была полностью демонтирована.

## Спорт
В поселке базируется регби-клуб ВВА-Подмосковье — девятикратный чемпион СССР и восьмикратный чемпион России по регби.

## Фотографии
- Як-25РВ
- Храм св. Георгия Победоносца
- МиГ-9
- Т-4